# Lawinenwinter 1999
Die Monate Januar und Februar 1999 sind als Lawinenwinter 1999 bekannt geworden. Damals kam es in weiten Teilen des Alpenraums von den französischen Hochalpen über die Schweiz bis nach Tirol zu zahllosen Lawinenniedergängen mit teilweise katastrophalen Folgen. Der Grund dafür waren drei aufeinanderfolgende mehrtägige Nordwest-Staulagen (26.–29. Januar, 5.–10. Februar und 17.–24. Februar), die zu lang anhaltenden, intensiven Schneefällen führten. Innerhalb von knapp fünf Wochen fielen in großen Teilen des Alpenraumes mehr als 5 Meter Schnee, und es herrschte erstmals für mehrere Tage die höchste Gefahrenstufe 5 („sehr groß“) der Europäischen Gefahrenskala für Lawinen. Viele Verkehrswege im Alpenraum waren unterbrochen und ganze Talschaften von der Umwelt abgeschnitten. Hunderttausende von Touristen waren betroffen. Die drei verheerendsten Lawinenniedergänge waren in Chamonix/Montroc (Frankreich) mit 12, Evolène (Schweiz) mit 12 und Galtür (Österreich) mit 31 Todesopfern zu beklagen. In der Schweiz gab es rund 1200 Schadenlawinen mit insgesamt 17 Todesopfern in Gebäuden und auf Straßen. Die damit verbundenen direkten und indirekten Sachschäden beliefen sich auf über 600 Millionen Franken.

## Wetterentwicklung
Zu Beginn der ersten Staulage lag in der Schweiz auf 1500 Metern über Meer meist rund 50 cm Schnee, teils bis ein Meter, an einigen Orten aber auch weniger. Die vorhandenen Schneehöhen entsprachen in der Regel etwas weniger als dem bis dahin üblichen Mittel.

### 1. Staulage (27.–31. Januar)
Am 26. Januar erreichte eine schwache Kaltfront die Alpen, und in deren Folge sanken die Temperaturen um rund 10° C. Darauf stellte sich für drei Tage eine Nordwestlage ein, deren Grundlage eine nordwestliche Höhenströmung einem kräftig entwickelten Azorenhoch entstammte. Diese Höhenströmung führte viele feuchte Luftmassen an die Alpen heran. In der Folge fiel am Alpennordhang innerhalb von 3 Tagen verbreitet ein Meter Neuschnee, wobei im östlichen Berner Oberland und in den Glarner und St. Galler Alpen bis 150 cm Neuschnee fiel. Nur die südlichen Vispertäler, im Simplongebiet, im Tessin, im Engadin und in den Bündner Südtäler fiel weniger als 50 cm Neuschnee. Begleitet wurden die Schneefälle von stürmischen Winden, sodass es verbreitet zu Schneeumlagerungen kam. Am 28. Januar dehnte sich das Azoren-Hoch aus, und es entstand eine typische Bise, und die Temperatur fiel. Am Ende dieser Periode lag auf der Alpennordseite auf 1500 Meter zwischen 100 und 150 cm Schnee.

### 2. Staulage (5.–12. Februar)
Die zweite Staulage entwickelte sich ab dem 4. Februar, als sich ein mächtiges Tief über Skandinavien ausdehnte und erneut zu einer Nordwest-Staulage führte. Ab dem 5. Februar führte die Zufuhr von kalter Meeresluft zu intensiven Niederschlägen, in den höheren Gebieten als Schnee. Innerhalb von vier Tagen im Februar wurden durch das Tief mehrere Störungen an die Alpen gedrückt. In diesen vier Tagen fielen auf 1500 Metern entlang der Alpennordseite zwischen 40 und 120 cm Neuschnee. Im Wallis, Nord- und Mittelbünden fielen zwischen 40 und 90 cm Neuschnee. In den übrigen Gebieten fielen bis zu 50 cm Neuschnee. Wieder kam es zu umfangreichen Schneeverlagerungen in die südlich exponierten Hänge. Am 9. Februar erreichte ein Tiefausläufer die Alpen und der Wind drehte auf Südwest, worauf feucht-milde Luft in die Alpen geführt wurde. Das Zusammentreffen dieser Luftmassen auf die noch kalten der Staulage brachte mit sich, dass es erneut insbesondere im Wallis zu intensiven Schneefällen kam. Die Schneefallgrenze stieg dabei auf 1000 Meter. Innerhalb von 24 Stunden fielen am Alpennordhang und im Unterwallis zwischen 20 und 50 cm, in den übrigen Gebieten 10 bis 30 cm Neuschnee, einzig die Alpensüdseite blieb niederschlagsfrei. Das Tiefdruckgebiet querte am 10. Februar die Westalpen und nach ihm drehte der Wind nach Nordwest bis Nord und führte kalte, aber trockene Luft zu. Während der zweiten Periode fielen am Alpennordhang, im Unterwallis, nördlichen Wallis, in der nördlichen Surselva sowie im Prättigau über ein Meter Neuschnee, in höheren Lagen deutlich mehr. Die Rekordmessung in dieser Periode wurde mit der Messanlage oberhalb Elm gemacht, wo innerhalb von acht Tagen eine Neuschneemenge von 257 cm fiel.
Nach der zweiten Periode betrug die effektive Schneehöhe auf 1500 Metern auf der Alpennordseite verbreitet zwischen 150 und 200 cm, teilweise bis zu drei Metern.
Zwischen dem 12. und 15. Februar setzte wiederum eine schwache Bise ein und führte kalte trockene kontinentale Luft zu.

### 3. Staulage (17.–25. Februar)
Für die dritte Periode war ein Tief über Nordeuropa verantwortlich. Es führte dazu, dass sich eine Nordweststaulage bildete, die bis am 25. Februar anhielt. Der Schneefall begann am Nachmittag des 16. Februar, anfänglich noch eher mäßig. Erst am 17. Februar traten Böen und starke Schneefälle auf, dazu kam ein – wenn auch nur kurzer – Temperatursturz von gut 10° C. Am 18. Februar trieb eine Warmfront auf der Strömung gegen die Alpen, welche die Temperaturen wieder ansteigen ließ; der Schneefall blieb stark. Bis zum 20. Februar stieg die Schneefallgrenze bis auf rund 2000 Meter. Am Abend des 21. Februar begannen die Temperaturen wieder zu sinken. Die Schneefallgrenze lag am 21./22. Februar auf rund 1800 Meter. Am Nachmittag überquerte eine Kaltfront mit eingelagerten Gewittern die Alpen unter massiven Schneefällen, dabei fielen die Temperaturen wieder um rund 10° C. Auch am 23. und 24. Februar hielten die zum Teil massiven Schneefälle an. Diese Periode endete, als am 25. Februar ein schwaches Hoch von Frankreich über die Alpen Richtung Balkan zog. Dabei stiegen die Temperaturen wieder markant an. In den folgenden Tagen betrug der Neuschneezuwachs im Berner Oberland, in der Zentralschweiz, in den Glarner Alpen, im Prättigau und in Samnaun über 2 Meter. Der größte Wert in dieser Periode wurde oberhalb Elm mit 447 cm gemessen. Im Oberengadin und auf der Alpensüdseite war der Neuschneezuwachs bedeutend geringer. Am Ende der 3. Periode liegen auf 1500 Metern fast durchwegs über 200 cm Schnee. Im östlichen Berner Oberland sogar über 300 cm.

### Folgezeit
Der März 1999 war insgesamt mild und auf der Alpennordseite zu trocken. Auf der Alpensüdseite hingegen brachten zwei Südstaulagen größere Neuschneemengen. Am 11. April erreichte eine Kaltfront die Schweizer Alpen, diese brachte im Unterwallis und am Alpennordhang größere Neuschneemengen, wobei durch die starken Winde massive Schneeverfrachtungen entstanden. Am 14. April drehten auf der Vorderseite eines Teiltiefs, das von den britischen Insel kam, die Winde auf Südwest bis Süd. In den Tälern auf der Alpennordseite kam es in der Folge zu einem Föhnsturm. Auf der Alpensüdseite kam es aber zu massiven Schneefällen. Dieses Teiltief blieb für rund zwei Tage über dem zentralen Alpenhauptkamm hängen, vor allem am 16. April wo bis zu 100 cm innerhalb von 24 Stunden gemessen wurden. Wobei es wieder zu massiven Schneeverfrachtungen kam. Am 17. April zog das Teiltief weiter in Richtung Mittelmeer und die Schneefälle hörten auf. Im Gotthardgebiet gab es in dieser kurzen Periode zwischen 150 und 200 cm Neuschnee. In den zentralen und südlichen Alpen zwischen 100 und 150 cm Neuschnee, im Westen und Osten zwischen 50 und 100 cm Neuschnee.

## Lawinen
In der Schweiz gingen folgende Anzahl Lawinen nieder.
| Zeitraum        | Alpennordhang | Nordgraubünden | Wallis | Alpensüdseite + Oberengadin |
| --------------- | ------------- | -------------- | ------ | --------------------------- |
| 27.–31. Januar  | 041           | 011            | 114    | k. A.                       |
| 5.–12. Februar  | 176           | 062            | 181    | 03                          |
| 17.–25. Februar | 377           | 188            | 245    | 16                          |
| 16.–20. April   | 063           | 026            | 015    | 43                          |

### Lawinen mit Toten in der Schweiz
Im Winter 1998/1999 forderten Lawinen in der Schweiz insgesamt 36 Menschenleben. Davon waren 17 Opfer dieser hier beschriebenen Starkschneefälle, die restlichen 19 Opfer waren in so genannte touristische Unfälle verwickelt. Aufgeführt werden in der Liste nur die Lawinen, deren Opfer in Zusammenhang mit den Starkschneefällen stehen.
| Gemeinde          | Ort/Lokalname                     | Datum/Uhrzeit                 | Verschüttete | Tote | Schäden | Bemerkungen                          |
| ----------------- | --------------------------------- | ----------------------------- | ------------ | ---- | --- | ------------------------------------ |
| Lauterbrunnen     | Wengen, Restaurant Oberland       | 5. Februar vermutlich um 2.00 | 02           | 02   | Restaurant Oberland vollständig zerstört, Talstation Männlichenbahn verschüttet und Kabinen beschädigt, WAB Bahnlinie Wengen-Kleine Scheidegg verschüttet                                                 |                                      |
| Lavin             | Hauptstrasse Lavin-Giarsun        | 6. Februar 15.23              | 04           | 01   | 2 Autos zerstört | Hauptstraße nicht gesperrt           |
| Evolène           | siehe: Lawinenunglück von Evolène | 21. Februar 20.30             | 13           | 12   | 8 Wohnhäuser, 5 Scheunen 4 Chalets und mehrerer Alphütten zerstört, 2 Wohnhäuser 8 Chalets beschädigt, mind. 9 Autos Totalschaden, großer Schaden an Wald und Infrastruktur (Telefon- und Stromleitungen) | 1 Ereignis mit mehreren Lawinenzügen |
| Silenen UR        | Bristen, Siedlung Egg             | 23. Februar 7.30              | 01           | 01   | 1 Wohnhaus zerstört, mehrere Gebäude und Luftseilbahn Golzern beschädigt |                                      |
| Münster-Geschinen | Geschinen                         | 24. Februar 17.00             | 01           | 01   | 1 Wohnhaus zerstört, 2 Häuser und 1 Garage stark beschädigt | Lawinenleitdamm wurde unwirksam      |